# Щетинин, Орест Васильевич
Орест Васильевич Щетинин (1836—1898) — генерал-лейтенант, Семипалатинский губернатор, комендант Бендерской и Очаковской крепостей.

## Биография
Родился 12 декабря 1836 года, сын генерал-майора Василия Николаевича Щетинина, происходил из дворян Пензенской губернии.
29 ноября 1851 года был зачислен в Михайловское артиллерийское училище, из которого выпущен 11 июня 1855 года прапорщиком и тут же был принят в Михайловскую артиллерийскую академию, по окончании которой был прикомандирован к лейб-гвардии 1-й артиллерийской бригаде. В том же 1855 году находился в составе войск, назначенных для охраны побережья Финского залива от возможной высадки англо-французских войск. 22 июня 1856 года произведён в подпоручики и 23 июня 1857 года — в поручики.
В 1858 году переведён в 3-ю гвардейскую и гренадерскую артиллерийскую бригаду, почти сразу же успешно сдал вступительные экзамены на геодезическое отделение Николаевской академии Генерального штаба и состоял при Пулковской обсерватории. По окончании академии вернулся в свою бригаду для дальнейшего прохождения службы. 22 января 1862 года Щетинин был произведён в штабс-капитаны, зачислен по Генеральному штабу и назначен состоять при Военно-топографическом депо (c 1863 года — Военно-топографическая часть Главного управления Генштаба). 4 апреля 1865 года произведён в капитаны.
5 марта 1867 года Щетинин был назначен начальником штаба войск Семипалатинской области, однако 21 июля того же года был переведён на аналогичную должность в Семиреченскую область. 30 августа 1868 года произведён в подполковники и 11 декабря 1870 года — в полковники. В 1871 году, во время Кульджинского похода, Щетинин оставался в Верном и занимался тыловым обеспечением отряда русских войск в Китае. В 1875—1876 году он находился в Ташкенте и во время кампании против Кокандского ханства вновь состоял в тыловом отряде.
18 января 1879 года Щетинин возглавил 103-й пехотный Петрозаводский полк. 14 января 1884 года он был произведён в генерал-майоры и назначен помощником начальника штаба Омского военного округа. В 1885 году совершил командировку в Тарбагатайскую и Илийскую провинции Западного Китая для сбора сведений о вооружённых силах Китая в этих провинциях; результатом этой командировки явилось сочинение «О современном состоянии вооружённых сил Китая в Тарбагатайской и Илийской провинциях», опубликованное в секретном «Сборнике географических, топографических и статистических материалов по Азии» (вып. XXIV. — СПб., 1887).
28 апреля 1887 года Щетинин был назначен военным губернатором Семипалатинской области и командующим в ней войсками.
С 23 января 1891 года Щетинин перешёл на службу по крепостному управлению и был назначен комендантом крепости Бендеры, 30 августа 1894 года произведён в генерал-лейтенанты и с 13 сентября того же года состоял комендантом Очаковской крепости.
Скончался 11 марта 1898 года, из списков исключён 26 марта.

## Награды
Среди прочих наград Щетинин имел ордена:
- Орден Святого Станислава 3-й степени (1865 год)
- Орден Святой Анны 3-й степени (1867 год)
- Орден Святого Станислава 2-й степени (1874 год)
- Орден Святого Владимира 4-й степени (1878 год)
- Орден Святой Анны 2-й степени (1881 год)
- Орден Святого Владимира 3-й степени (1883 год)
- Орден Святого Станислава 1-й степени (1888 год)
- Орден Святой Анны 1-й степени (1889 год)
- Орден Святого Владимира 2-й степени (14 мая 1896 года)